# James Christie

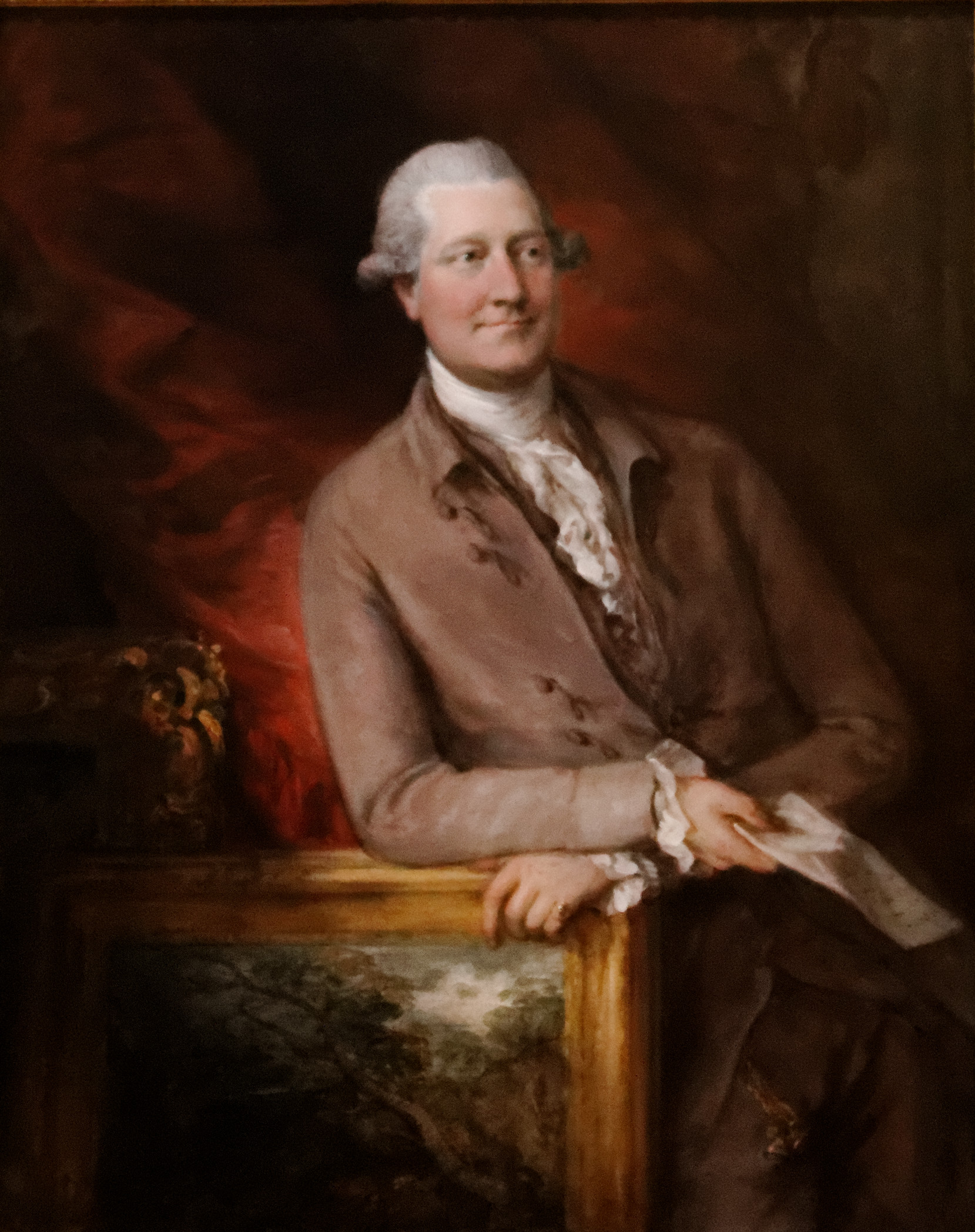
James Christie door Thomas Gainsborough

James Christie (1730–1803) was de oprichter van het veilinghuis Christie's. Christie werd geboren in Perth in 1730 en richtte op 5 december 1766 Christie's auctioneers op. Gelegen aan de Pall Mall in Londen was Christie's Great Rooms betrokken bij de grootste transacties aan het eind van de achttiende eeuw.
In 1779 kwam Christie naast schilder Thomas Gainsborough te wonen. Zij werden goede vrienden.
Het bedrijf werd voortgezet door zijn oudste zoon (1773-1831).